# 池上鎌三
池上 鎌三（いけがみ けんぞう、1900年11月12日 - 1956年1月29日）は、日本の哲学者、元東京大学文学部教授。新カント派の哲学を学び、文化哲学、現象学、生の哲学を研究、紹介した。

## 経歴
1900年、長野県東筑摩郡松本町（現松本市）で生まれた。1918年、旧制松本中学（現長野県松本深志高等学校）を卒業し、第二高等学校に進学。1921年に同校を卒業し、東京帝国大学哲学科で学んだ。1925年に卒業。
卒業後は、東京外国語学校などで教鞭をとった後、1936年、母校の東京帝国大学助教授に就いた。1945年に同教授昇格。1941年、学位論文『文化哲学基礎論』を東京大学に提出して文学博士号を取得。56歳で在職中に死去。

## 家族・親族
- 弟：池上隆祐は民俗学者。
- 甥：池上二良は満州語・ツングース語を専門とする言語学者。

## 著作
著書
- 『現代哲学全集』第10巻 論理学 日本評論社 1934
- 『文化哲学基礎論』岩波書店 1939
- 知識哲学原理』岩波書店 1946
- 『現代哲学とその諸問題 』霞ケ関書房 1947
- 『言語哲学序説』要書房 1949
- 『現代哲学』秀文館 1949
- 『現代の哲学』春秋社 1950
- 『哲学概論』有斐閣 1952

訳書
- 『現象学に就て』(哲学論叢 2巻) アドルフ・ライナッハ著、岩波書店 1928
- 『所謂相対的真理に就て』(哲学論叢 14) カジミェシュ・トヴァルドフスキ著、岩波書店 1928
- 『哲学の四段階と斯学の現状』(哲学論叢 27) フランツ・ブレンターノ著、岩波書店 1930
- 『純粋現象学及現象学的哲学考案』エトムント・フッサール著、岩波文庫 1957